# Пшемысл Иновроцлавский
Пшемысл Иновроцлавский (пол. Przemysł Inowrocławski, ок. 1278 — 1338/1339) — один из польских князей периода феодальной раздробленности. Князь иновроцлавский (1287—1327) и cерадзский (1327—1339).

## Биография
Пшемысл был вторым сыном князя Земомысла Иновроцлавского и Саломеи Померельской, дочери князя Самбора II Померельского. Представитель мазовецкой линии династии Пястов. 
После смерти отца в 1287 году Пшемысл и его братья Лешек и Казимир совместно унаследовали Иновроцлавское княжество, но поскольку они были несовершеннолетними, до 1294 года опеку над ними осуществляли мать и дядя Владислав I Локетек. В 1294 году старший брат Лешек достиг совершеннолетия и взял на себя управление княжеством и опеку над младшими братьями. В 1296 году Пшемысл также стал совершеннолетним и стал принимать участие в управлении княжеством вместе со старшим братом.
В 1300 году Пшемысл вместе с братьями был вынужден принести ленную присягу Вацлаву II, короновавшемуся в качестве короля Польши. В 1303–1312 годах он правил Иновроцлавом самостоятельно, поскольку его брат Лешек находился в плену в Чехии. В 1303 году он поддержал восстание против своего дяди Земовита Добжинского, в результате чего до 1305 года управлял Добжинским княжеством в качестве наместника.
В 1306 году Пшемысл принес ленную присягу своему дяде Владиславу I Локетеку, занявшему трон князя-принцепса Польши. За это он получил от Владислава I в управление Гданьское Поморье (Померелию) в качестве наместника с базой в Свеце. Кроме того, он безуспешно пытался выкупить у Тевтонского ордена Михаловскую землю, заложенную его братом Лешеком (на деньги, полученные от Герварда, епископа Куявского). В 1309 году он утратил наместничество в Померелии в результате вторжения Тевтонского ордена.
После этого Пшемысл и его брат Казимир были вовлечены в финансовый спор с епископом Гервардом. В декабре 1310 года оба князя разграбили округ Рацёнж, принадлежавший епископству; 2 января 1311 года епископ отлучил обоих от церкви за грабеж. В ответ Пшемысл и Казимир заключили в тюрьму как епископа, так и его брата Станислава, пробста Влоцлавека. Обе стороны пришли к соглашению только 22 ноября: епископ и его брат были освобождены, а с князей было снято отлучение.
В 1312 году из чешского плена вернулся Лешек, а спустя два года был произведен формальный раздел отцовского наследства между Пшемыслом и его братьями; он получил северную часть княжества (вокруг городов Быдгощ и Вышогруд). 11 июня 1318 года Пшемысл и Лешек заключили договор о взаимном наследовании, а несколько дней спустя, с 18 по 23 июня, Пшемысл принял участие во встрече в Сулеюве. Два года спустя, в 1320 году, он давал показания в ходе польско-тевтонских разбирательств о будущем Гданьского Поморья (Померелии).
Между 1320 и 1324 годами по неизвестным причинам Лешек отказался от управления своими владениями, передав всю власть в Иновроцлавском княжестве Пшемыслу. В 1325 году Пшемысл даровал магдебургское право городу Солец-Куявски. Он поддерживал своего дядю Владислава I Локетека, в то время уже короля Польши, в его борьбе с Тевтонским орденом. Для облегчения ведения боевых действий по предложению Владислава I в период с 28 мая 1327 по 14 октября 1328 года Пшемысл согласился обменять свое родовое владение Иновроцлав на Серадз. После этого Пшемысл попытался выступить посредником в конфликте, но это не уберегло его новое княжество от разорения тевтонскими рыцарями.
Пшемысл умер между ноябрем 1338 года и 16 февраля 1339 года, поскольку на  польско-тевтонского процессе 1339 года о нем упоминают как о недавно умершем. Он никогда не был женат и не имел потомства, и неизвестно, где он был похоронен. После его смерти Серадзское княжество отошло польской короне.